# Détachement frontalier de Kherson
Le  détachement frontalier Kherson (en ukrainien : Херсонський прикордонний загін numéro d'unité militaire 2161)) est une unité du Service national des gardes-frontières d'Ukraine. 

## Historique
Jusqu'en 2014 elle était basée à Simféropol.
De par son affectation elle couvre les régions de Mykolaïv de Kherson et de la mer Noire, unité mixte elle doit couvrir 506,8 km de frontière :  terrestre : 306,8 km ; de fleuve : 180 km et lacustre : 20 km.
Bases : Zaliznyi Port, Kherson, Port de Skadovsk, Preobrajenka, Blahovisrchenka et Tchonhar.